# Stanké Dimitrov (Marek)
Pour les articles homonymes, voir Stanké Dimitrov.
Stefan Dimitrov Todorov (Стефан Димитров Тодоров), plus connu sous le nom Stanké Dimitrov (Станке Димитро̀в) ou le pseudonyme Marék (Марек), né le 5 février 1889 à Doupnitsa, est un homme politique bulgare, membre de la direction du Parti communiste bulgare.

## Biographie

### Vie privée
Stefan Dimitrov Todorov est né en 1889 dans la ville de Dupnitsa, au sud-ouest de la Bulgarie, dans une famille de cordonniers.
Il fait ses études dans les écoles pédagogiques de Kyoustendil et de Choumen dont il sort diplômé en 1908. Il exerce le métier d'enseignant pendant quelques années. Il part, ensuite, à Genève pour faire des études de droit mais il doit rentrer en Bulgarie, avant de les avoir terminées, du fait de la Première Guerre balkanique. Par la suite, il reprend ses études de droit et sort diplômé, en 1919, de la faculté de droit de l'université Saint-Clément d'Ohrid de Sofia. Il travaille en qualité d'avocat à Doupnitza.
Dimitrov faisant partie des organisateurs de l'Attentat de la cathédrale Sveta-Nedelya, il émigre en Union soviétique, en 1925, où il enseigne à la section bulgare de l'Université communiste des minorités nationales de l'Ouest (KUNMZ) et à l'École internationale Lénine. Il travaille, aussi, comme auteur, rédacteur et présentateur à la station de radio de langue bulgare Voix populaire.
Stanké Dimitrov est décédé le 26 août 1944, près de la ville de Briansk (URSS), lors d'un accident d'avion.

### Vie politique
Stanké Dimitrov devient membre, en 1905, de la société littéraire ouvrière « Conscience de classe », qui devient, par la suite, un groupe politique du Parti social-démocratique ouvrier bulgare.
En route vers la Bulgarie avec d'autres communistes bulgares, l'avion qui transporte Stanké Dimitrov s'écrase, le 26 août 1944, près de la piste d'aviation de Briansk. Les circonstances de cette mort sont l'objet de spéculations concernant cet accident qui aurait été mis en scène sur commande de Staline ou de Georgi Dimitrov. Selon les témoins oculaires, l'avion a été l'objet de tirs des canons antiaériens de l'Aéroport de Briansk.